# Гуатиса
Гуатиса (исп. Guatiza) — город на острове Лансароте в Испании. Он принадлежит муниципалитету Тегисе, в автономном сообществе Канарские острова. Население — 804 человека (INE, январь 2015 г.).

## Расположение
Город расположен на северо-востоке острова Лансароте, на большой равнине очень плодородной земли и окружен вулканами Гения, Тинамала, Ла-Кальдера и Лас-Кальдеретас.
Чтобы добраться до Гуатисы из Арресифе, столицы острова, двигайтесь по автомагистрали LZ-1 на север, проезжая через город Таиче, примерно через 10 километров. Если продолжить движение на север, можно попасть в город Мала (2 км) в муниципалитете Ария. Побережье расположено примерно в 2 км к востоку. На западе находится Вилья-де-Тегисе (8 км), столица муниципалитета.

## История
Первоначально город располагался на склоне горы, где сегодня находится кладбище, так как оттуда можно было увидеть появление торговых судов. Это преимущество означало, что мавры, в свою очередь, неоднократно грабили их дома, поэтому его жители перебрались в нижнюю часть, где горы обеспечивали им большую безопасность.
В настоящее время дома разбросаны, образуя несколько более компактное ядро возле их церкви.

## Туризм

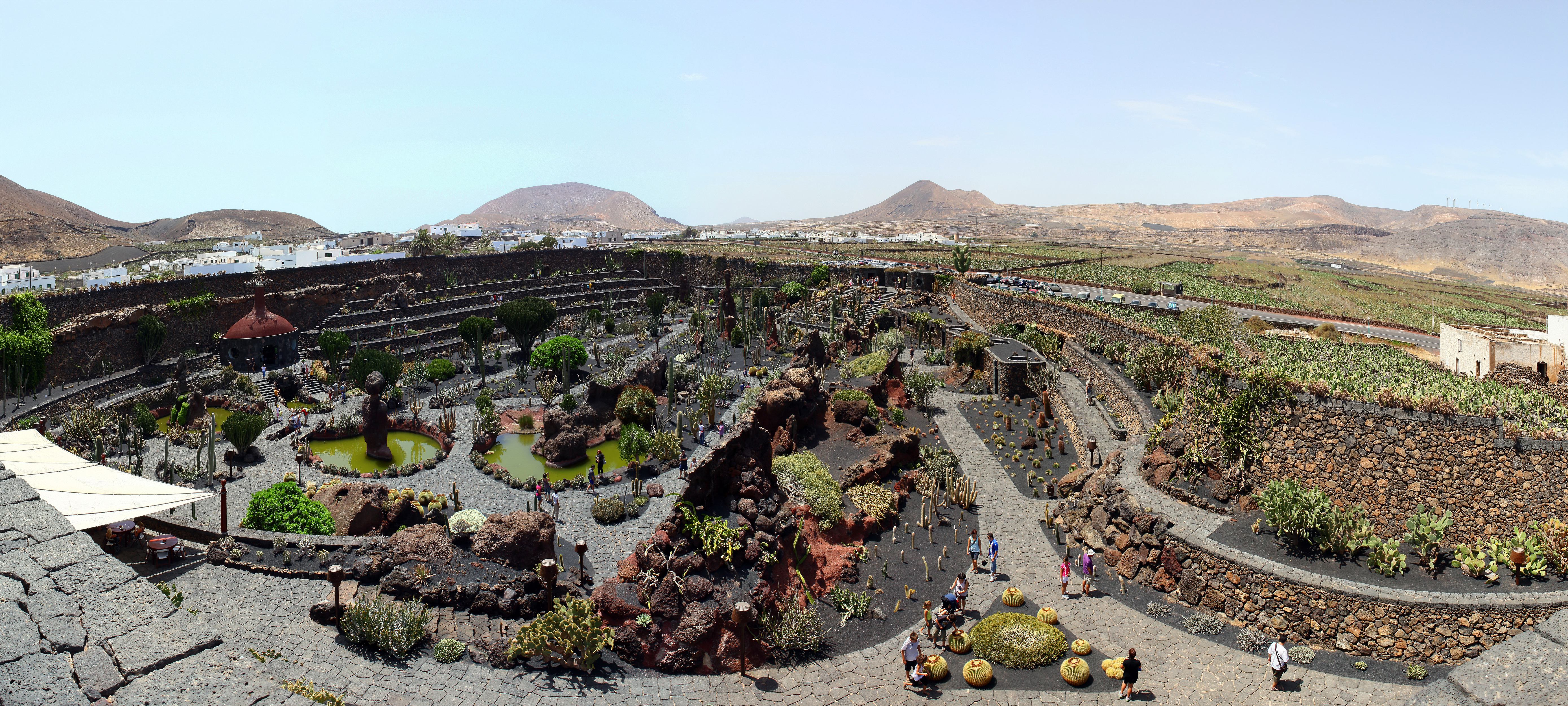
Сад кактусов

Сад кактусов, несомненно, самое известное и посещаемое место в Гуатисе. Созданный Сесаром Манрике на старом карьере, из которого добывался вулканический материал, он занимает площадь около 5000 м² и содержит 1400 кактусов 1000 различных видов со всего мира: из Америки, Мадагаскара, Канарских островов и другие.

## Спорт
В футболе есть футзальная команда Guatiza Atlético, основанная в 1987 году. Клуб играет в предпочтительной межостровной категории Лансароте.
Есть также футбольная команда ветеранов, которая играет в Первой межостровной лиге Лансароте.